# Carmen Garayalde
Carmen Garayalde Zubizarreta (Montevideo, 8 de agosto de 1913-Íb., 8 de septiembre de 2002), fue una docente, militante política exiliada y artista plástica uruguaya.

## Vida y trayectoria
Garayalde nació en el seno de una familia de inmigrantes vascos de buena posición económica. En su niñez y juventud, estudió canto y violín. Integró la orquesta de cámara dirigida por José Pedro Massera, conformada por familiares y amigos de los Massera Lerena, como cantante.
Estudió pintura en el Círculo de Bellas Artes, en donde tuvo de maestros a Domingo Bazzurro y Guillermo Laborde. Con este último también estudió composición y decoración en la Universidad del Trabajo. Asimismo tomó clases de dibujo, grabado y pintura con Cecilia Marcovich, Demetrio Urruchúa y María Carmen Portela. Bajo la dirección de Portela, Garayalde comenzó, en 1954, a desarrollar la técnica gráfica de la punta seca.
Desde 1937 fue profesora de dibujo en Secundaria y en la Universidad del Trabajo, y entre 1944 y 1948 fue también consejera de dichas instituciones. Fue la primera consejera mujer, representante de los docentes en el Consejo de la Universidad del Trabajo del Uruguay. Participó en numerosos congresos sobre educación y publicó sus actuaciones.
En 1938, contrajo matrimonio con José Luis Massera con el que tuvo dos hijos: Ema Julia Massera, nacida en 1941, y José Pedro Massera, nacido en 1942. En plena Segunda Guerra Mundial, el matrimonio decidió en conjunto afiliarse al Partido Comunista.
Tuvo una gran relación de amistad, trabajo y militancia con Amalia Polleri. Juntas realizaron el afiche que resultó ganador en fallo por unanimidad en el concurso organizado por la Comisión de Damas pro-ayuda al pueblo español en 1937. En 1939, organizaron una muestra de Demetrio Urruchúa en el Ateneo de Montevideo y gestionaron la realización del mural de Urruchúa "La mujer como compañera del hombre", de 23 metros de largo por 2 de altura para la Universidad de Mujeres de Montevideo en 1939 (mural en biblioteca del actual Instituto de Profesores Artigas).
En 1946 publicó el libro “Problema de la cultura y la educación” (Montevideo: Pueblos Unidos).
En los años '70, partió al exilio debido a la persecución política y desapariciones de militantes que estaban ocurriendo por la dictadura cívico-militar en Uruguay. Vivió en Barcelona y desde allí militó en el Frente Amplio en el exterior.
Parte de su obra fue exhibida en exposiciones colectivas del Club de Grabado de Montevideo, ganando premios en salones oficiales. En 1991, ya de regreso en Montevideo, realizó por primera vez una exposición individual de carácter retrospectivo con algunas de sus obras. No obstante, muchas de ellas y buena parte de los tacos de su producción gráfica se perdieron en emergencias de la vida luchadora que tuvo.
En 2013 se realizó una exposición retrospectiva de sus dibujos y grabados en el Museo de Arte Contemporáneo de El País.
En Montevideo, una calle de la Quinta de Batlle lleva su nombre en su honor.

### Producción artística
Según Di Maggio, las obras que integraron la primera exposición individual de Garayalde estaban “(…) tocadas por el intimismo y la discreción sentimental, (...) apartados de los conflictos sociales que protagonizó.”
Para Abbondanza, “sus ejercitaciones en la punta seca delatan una proximidad a María Carmen Portela, con la que estuvo vinculada en los años 50 durante su período de formación plástica, pero demuestran sobre todo un control técnico tan confiado que le permite redondear la gracia y el virtuosismo de sus propuestas con una aparente libertad, como si los jardines y los rostros surgieran de la facilidad aérea del buril.”